# Collegio uninominale Lombardia 1 - 01 (2017)
Il collegio elettorale uninominale Lombardia 1 - 01 è stato un collegio elettorale uninominale della Repubblica Italiana per l'elezione della Camera tra il 2017 ed il 2022.

## Territorio
Come previsto dalla legge elettorale italiana del 2017, il collegio era stato definito tramite decreto legislativo all'interno della circoscrizione Lombardia 1.
Era formato dal territorio di 38 comuni: Abbiategrasso, Albairate, Arconate, Arluno,  Bareggio, Bernate Ticino, Besate, Boffalora sopra Ticino, Buscate, Busto Garolfo, Casorezzo, Cassinetta di Lugagnano, Castano Primo, Corbetta, Cuggiono,  Dairago, Gudo Visconti, Inveruno, Magenta, Magnago, Marcallo con Casone, Mesero, Morimondo, Motta Visconti, Nosate, Ossona, Ozzero, Robecchetto con Induno, Robecco sul Naviglio, Rosate, Santo Stefano Ticino, Sedriano, Turbigo, Vanzaghello, Vermezzo con Zelo, Villa Cortese e Vittuone.
Il collegio era quindi interamente compreso nella città metropolitana di Milano.
Il collegio era parte del collegio plurinominale Lombardia 1 - 04.

## Eletti
| Elezione | Elezione | Deputato                   | Gruppo parlamentare                  |
| -------- | -------- | -------------------------- | ------------------------------------ |
|          | 2018     | Michela Vittoria Brambilla | Forza Italia - Berlusconi Presidente |

## Dati elettorali

### XVIII legislatura
Come previsto dalla legge elettorale, 232 deputati erano eletti con sistema a maggioranza relativa in altrettanti collegi uninominali a turno unico.
| Candidati              | Candidati                            | Voti    | %     | Liste                    | Voti    | %     |
| ---------------------- | ------------------------------------ | ------- | ----- | ------------------------ | ------- | ----- |
|                        | Michela Vittoria Brambilla ✔️ Eletto | 79 462  | 47,34 | Lega                     | 47 688  | 28,41 |
| Forza Italia           | Michela Vittoria Brambilla ✔️ Eletto | 79 462  | 47,34 | 23 173                   | 13,81   |       |
| Fratelli d'Italia      | Michela Vittoria Brambilla ✔️ Eletto | 79 462  | 47,34 | 6 885                    | 4,10    |       |
| Noi con l'Italia - UDC | Michela Vittoria Brambilla ✔️ Eletto | 79 462  | 47,34 | 1 716                    | 1,02    |       |
|                        | Francesco Ippolito                   | 41 397  | 24,66 | Movimento 5 Stelle       | 41 397  | 24,66 |
|                        | Francesco Prina                      | 38 138  | 22,72 | Partito Democratico      | 32 551  | 19,39 |
| +Europa                | Francesco Prina                      | 38 138  | 22,72 | 4 260                    | 2,54    |       |
| Italia Europa Insieme  | Francesco Prina                      | 38 138  | 22,72 | 837                      | 0,50    |       |
| Civica Popolare        | Francesco Prina                      | 38 138  | 22,72 | 490                      | 0,29    |       |
|                        | Marco Dal Toso                       | 3 903   | 2,33  | Liberi e Uguali          | 3 903   | 2,33  |
|                        | Stefano Casari                       | 2 189   | 1,30  | CasaPound                | 2 189   | 1,30  |
|                        | Naomi Contiero                       | 1 487   | 0,89  | Potere al Popolo!        | 1 487   | 0,89  |
|                        | Piero Chiappano                      | 708     | 0,42  | Il Popolo della Famiglia | 708     | 0,42  |
|                        | Giovanni Ricci                       | 420     | 0,25  | 10 Volte Meglio          | 420     | 0,25  |
|                        | Federico Vivaldi                     | 153     | 0,09  | PRI - ALA                | 153     | 0,09  |
| Totale                 | Totale                               | 167 857 | 100   |                          | 167 857 | 100   |
|                        |                                      |         |       |                          |         |       |
| Voti non validi        | Voti non validi                      | 5 104   | 2,95  |                          |         |       |
| Votanti                | Votanti                              | 172 961 | 77,39 |                          |         |       |
| Elettori               | Elettori                             | 223 492 |       |                          |         |       |